# Danielle Casanova
Pour les articles homonymes, voir Danielle Casanova (homonymie) et Casanova (homonymie).
Danielle Casanova, née Vincentella Perini le 9 janvier 1909 à Ajaccio (Corse) et morte le 9 mai 1943 en déportation à Auschwitz, est une militante communiste et résistante française. Elle est l'une des principales responsables des jeunesses communistes et fonde l'Union des jeunes filles de France.

## Biographie

### Enfance et jeunesse
Fille d'instituteurs, d'une famille de cinq enfants, Vincentella Perini poursuit ses études secondaires à Ajaccio puis au collège et au Luc (Var) où elle suit la femme de l'un de ses professeurs. Après un bref passage en classe préparatoire, elle s'inscrit à l'école dentaire de Paris et participe à plusieurs associations étudiantes vers 1927. Elle adhère à l'Union fédérale des étudiants dont elle devient rapidement la responsable de la branche dentaire. En 1928, elle s'engage dans les Jeunesses communistes. Vers 1930, elle rencontre un étudiant en droit, Laurent Casanova, qui milite au sein de cette organisation. Elle le fait adhérer au Parti communiste et celle qui se fait alors appeler Danielle Perini devient, par son mariage le 12 décembre 1933, Danielle Casanova. Elle incite également ses deux plus jeunes sœurs, Renée Perini et Emma Choury, elles aussi en étude de médecine à Paris, à intégrer les JC.

### Activité politique de l'entre-deux-guerres (1930-1939)
Danielle devient très vite secrétaire du groupe de la faculté de médecine. Tout en poursuivant ses études, puis en exerçant son métier dans le petit cabinet dentaire où elle habite, au no 32 rue du Four (6e arrondissement parisien),, elle rejoint le Comité central du mouvement de la jeunesse communiste au VIIe congrès en juin 1932, puis est membre de la direction des jeunesses communistes en février 1934, où elle est la seule femme. Elle suit, en juin 1934, une école du parti pendant un mois et participe, en 1935, au congrès de l'Internationale communiste des jeunes à Moscou. À son retour, elle commence à écrire des articles invitant les femmes et les jeunes filles à s'intéresser à la politique et à s'y investir.
Face à la très rapide augmentation des effectifs de la jeunesse communiste, le VIIIe congrès réuni à Marseille en 1936 la charge de fonder l'Union des jeunes filles de France (UJFF),. Cette organisation, proche de la jeunesse communiste, a vocation à créer un large mouvement de jeunes filles, pacifiste et antifasciste. L'UJFF a ses bureaux face à l'Opéra de Paris d'où est édité un bulletin d'informations demandant aux femmes de donner des vêtements et du lait pour enfants destinés aux combattants des Brigades internationales en Espagne et organise également des cours de russe. Lorsque la guerre éclate, l'UJFF compte plus de 20 000 membres.
Élue secrétaire générale de l'UJFF lors de son premier congrès en décembre 1936, elle organise dans le cadre de ce mouvement des actions humanitaires vis-à-vis des républicains espagnols à l'issue de la guerre civile,. Danielle Casanova jouit d'une grande autorité parmi les jeunes communistes en raison de ses qualités naturelles, de son âge, un peu plus élevé que celui de ses camarades et peut-être de ses bonnes relations avec Maurice Thorez, dont son mari Laurent Casanova est devenu le secrétaire.

### Résistance
Lors de l'interdiction du PCF en septembre 1939, et de toutes les organisations qui lui sont liées, Danielle Casanova passe dans la clandestinité et — comme d'autres membres de l'Union des jeunes filles de France — joue un rôle important pour renouer les liens entre les militants et dirigeants plongés dans la clandestinité et aurait été responsable avec Victor Michaut de la propagande politique dans l'armée. À Paris, les membres de l'UJFF utilisent les black-out de la Drôle de guerre pour apposer sur les murs de Paris des messages sur la liberté d'expression et les droits des travailleurs. Le magazine édité est distribué aux étudiantes et lycéennes de la ville et lors de l'Occupation de la France en juin 1940, elle fait disparaître tous les journaux incriminants. Au début, les femmes n'étant pas inquiétées par les patrouilles allemandes qui ne les considèrent pas comme de potentielles menaces, Danielle Casanova organise une distribution d'exemplaires de L'Humanité par les membres de son organisation. Elle organise aussi des manifestations pacifistes pendant lesquelles des femmes vont se servir dans les épiceries — contenant les meilleurs produits — réservées aux Allemands.
Son mari est prisonnier de guerre. À partir d'octobre 1940, elle participe à la mise en place des Comités féminins en région parisienne et dans la zone occupée. Danielle Casanova maintient ses liens avec les dirigeants des jeunesses communistes et participe à leur implication dans la lutte armée à partir de juillet 1941. Elle influe sur la décision de nommer Albert Ouzoulias responsable des Bataillons de la jeunesse. Elle est arrêtée par la police française le 15 février 1942 alors qu'elle ravitaillait Georges Politzer et sa femme : il faisait froid et elle leur apportait du charbon, elle est accueillie chez eux par les inspecteurs des brigades spéciales qui viennent d'arrêter le couple.

### Déportation
Elle est d'abord conduite au dépôt où elle reste jusqu'au 23 mars 1942, puis elle est incarcérée à la prison de la Santé où elle est détenue au secret, dans une cellule qu'elle partage avec deux autres prisonnières. Lors des mois passés à la Santé, elle organise un bulletin d'informations quotidien transmis de cellules en cellules par les prisonnières à travers les fissures du plancher. Elle y reçoit comme punition une semaine de « cachot » pour avoir transmis des informations aux hommes qui se trouvent dans l'aile de la prison en face de la sienne. Au printemps, elle convainc les autres femmes de casser un carreau de la fenêtre de leur cellule et en profite pour leur crier des informations, des projets et des encouragements. Découverte, elle est privée de nourriture pendant quatre jours. Le 24 août 1942, elle est transférée au fort de Romainville. Elle ne cesse jamais de militer, organisant publications et manifestations clandestines au dépôt, puis au fort. Le 24 janvier 1943, elle est déportée à Auschwitz. Le train parti de Compiègne emmène dans ses « wagons plombés » deux cent trente femmes dont la majorité sont des résistantes. Il arrive à Auschwitz le 27 janvier. Danielle Casanova y sert dans l'infirmerie du camp en tant que chirurgien-dentiste, le précédent dentiste du camp venant de mourir du typhus et un appel ayant été lancé lors de l'arrivée des femmes au camp. Le fait d'être dentiste du camp lui permet d'échapper à la tonte de ses cheveux, d'être correctement nourrie et habillée et de vivre dans le bâtiment chauffé où se trouve le cabinet dentaire. Celui-ci sert à soigner les détenues de droit commun qui font régner l'ordre en terrorisant les autres déportées. Elle utilise sa place pour tenter d'obtenir aux déportées qui sont venues par le même convoi qu'elle des postes de travail moins durs et leur fait parvenir de la nourriture quand elle le peut. 
En avril 1943, une forte épidémie de typhus tue de nombreuses déportées. Le médecin-chef du camp obtient que Danielle Casanova soit vaccinée, mais cette vaccination arrive sans doute trop tard : elle tombe malade à Birkenaule 1er mai 1943 et meurt le 9 mai suivant.
Ses cendres sont déposées dans le tombeau familial à Vistale, près de Piana (Corse-du-Sud). Une stèle érigée en sa mémoire domine la mer.

## Renommée posthume
Danielle Casanova est décorée de l'ordre national de la Légion d'honneur à titre posthume.

### Des pages d'Aragon
Louis Aragon dès août-septembre 1943 consacre quelques vers du Musée grévin à deux des victimes du convoi du 24 janvier 1943, Danielle Casanova et Maï Politzer : 
Hélas les terribles semailles
Ensanglantent ce long été
Cela dure trop écoutez
On dit que Danièle et Maïe
(...) Maïe et Danièle Y puis-je croire
Comment achever cette histoire
Qui coupe le cœur et le chant.

### Un tableau de Boris Taslitzky:La Mort de Danielle Casanova
En 1949, le peintre Boris Taslitzky réalise, pour l'Union des femmes françaises (UFF), un tableau de grande dimension (194 x 308 cm) intitulé La Mort de Danielle Casanova. Entrepris sur une suggestion de Laurent Casanova, inspiré d'une œuvre de Francisco de Zurbaran, L'Exposition du corps de Saint Bonaventure (vers 1629), ce tableau est présenté en avril 1950 à la Maison des Métallurgistes à Paris.

### De la postérité d'un livre de Simone Téry à la mémoire des noms de rues et de navires

#### Littérature
En 1949, la journaliste-écrivaine Simone Téry publie aux éditions Hier et aujourd'hui une biographie de Danielle Casanova : Du soleil plein le cœur - La vie merveilleuse de Danielle Casanova. Ce livre est repris en français en 1961 par le ministère de l'Éducation de la République socialiste fédérative soviétique de Russie (RSFSR), à Moscou, pour servir à l'enseignement de la langue française en URSS. De nombreuses notes en russe et un index de vocabulaire franco-russe permettent aux jeunes soviétiques leur apprentissage de la lecture de : СИМОНА ТЕРИ, L'Histoire de Danielle Casanova (ПОВЕСТЬ О ДАНИЭЛЬ КАЗАНОВА). 

#### Noms de rues et de bâtiments
De nombreux collèges, lycées, écoles et rues ont été baptisés de son nom après la Libération, notamment dans de nombreuses communes (soit 95 communes, dont 52 en Île-de-France) dirigées à un moment ou un autre par les communistes mais également :
- à Paris (rue Danielle-Casanova) ;
- à Marseille (boulevard Danielle-Casanova).

Dans le reste de la France, il existe des rues, boulevards ou avenues Danielle-Casanova à :
- Ajaccio, sa ville natale ;
- Arles (Bouches-du-Rhône) ;
- Artigues-près-Bordeaux (Gironde) ;
- Bègles (Gironde) ;
- Belfort (Territoire-de-Belfort) ;
- Brest (Finistère) ;
- Carnoules (Var) ;
- Châlons-en-Champagne (Marne) ;
- Chartres (Eure-et-Loir) ;
- Descartes (Indre-et-Loire) ;
- Échirolles (Isère) ;
- Épinac (Saône-et-Loire) ;
- Fontaine (Isère) ;
- Givors (Rhône) ;
- au Guilvinec (Finistère) ;
- Lanester (Morbihan) ;
- Montélimar (Drôme) ;
- Mouvaux (Nord) ;
- Muret (Haute-Garonne) ;
- Niort (Deux-Sèvres) ;
- Ognes (Aisne) ;
- Penmarc'h (Finistère) ;
- Portes-lès-Valence (Drôme) ;
- Roanne (Loire) ;
- Reims (Marne) ;
- Le Relecq-Kerhuon (Finistère) ;
- La Ricamarie (Loire) ;
- Saint-Dizier (Haute-Marne) ;
- Saint-Étienne-du-Rouvray (Seine-Maritime) ;
- Saint-Pierre-des-Corps (Indre-et-Loire) ;
- Sète (Hérault) ;
- Sotteville-lès-Rouen (Seine Maritime) ;
- Toulon (Var) ;
- Toulouse (Haute-Garonne) ;
- Vénissieux (Rhône);
- Verdun-sur-Garonne (Tarn et Garonne).

En région parisienne, il existe des rues, avenues ou places Danielle-Casanova :
- en Seine-Saint-Denis : Aubervilliers, Blanc-Mesnil, Drancy, Dugny, Montreuil, Neuilly-Plaisance, Neuilly-sur-Marne, Noisy-le-Grand, Les Pavillons-sous-Bois, Rosny-sous-Bois, Saint-Denis, Stains ;
- dans les Hauts-de-Seine : Clichy, Rueil-Malmaison ;
- dans le Val-de-Marne : Champigny-sur-Marne, Fontenay-sous-Bois, Ivry-sur-Seine, Maisons-Alfort, Ormesson-sur-Marne, Le Perreux-sur-Marne, Vitry-sur-Seine ;
- dans le Val-d'Oise : Argenteuil, Bezons, Garges-lès-Gonesse, Goussainville, Saint-Gratien ;
- dans l'Essonne : Brétigny-sur-Orge, Dourdan, Morsang-sur-Orge, Ris-Orangis, Saint-Michel-sur-Orge, Sainte-Geneviève-des-Bois, Vigneux-sur-Seine, Villemoisson-sur-Orge, Viry-Châtillon, Yerres ;
- dans les Yvelines : Saint-Cyr-l'École, Trappes, Gargenville, Limay ;
- en Seine-et-Marne : Mitry-Mory, Montereau-Fault-Yonne, Nangis.

Des écoles ou groupes scolaires à :
- Ajaccio (Corse-du-Sud) ;
- Arcueil (Val-de-Marne) ;
- Argenteuil (Val-d'Oise) ;
- Arnouville (Val-d'Oise) ;
- Bonneuil-sur-Marne (Val-de-Marne) ;
- Champigny-sur-Marne (Val-de-Marne) ;
- Choisy-le-Roi (Val-de-Marne) ;
- Houilles (Yvelines) ;
- Ivry-sur-Seine (Val-de-Marne) ;
- Montfermeil (Seine-Saint-Denis) ;
- Montreuil (Seine-Saint-Denis) ;
- Nanterre (Hauts-de-Seine) ;
- Plaisir (Yvelines) ;
- Romainville (Seine-Saint-Denis) ;
- Saint-Denis (Seine-Saint-Denis) ;
- Sartrouville (Yvelines) ;
- Tremblay-en-France (Seine-Saint-Denis) ;
- Valenton (Val-de-Marne) ;
- Vitry-sur-Seine (Val-de-Marne).

Un dispensaire porte son nom à Villejuif (Val-de-Marne).   
Des écoles (souvent écoles maternelles) ou un lycée portent également son nom à :
- Avesnes-les-Aubert (Nord) ;
- Boussois (Nord) ;
- Coursan (Aude) ;
- Donges (Loire-Atlantique) ;
- Échirolles (Isère) ;
- Fontaine (Isère) ;
- Givors (Rhône) ;
- Jarny (Meurthe-et-Moselle) ;
- Le Mans (Sarthe) ;
- Montigny-en-Gohelle (Pas-de-Calais) ;
- Port-Saint-Louis-du-Rhône (Bouches-du-Rhône) ;
- Rouvroy (Pas-de-Calais) ;
- Saint-Martin-de-Valgalgues (Gard) ;
- Saint Vallier (Saône-et-Loire) ;
- Sainte-Tulle (Alpes-de-Haute-Provence) ;
- Toulon (Var).

Son nom fut également donné à deux navires de la SNCM :
- le Danielle Casanova, premier du nom, mis en service en 1989 et renommé Méditerranée en 2002 ;
- le Danielle Casanova, deuxième du nom, mis en service en 2002.

### Timbres-poste
Le 9 mars 1983, l'administration des PTT émet un timbre-poste à son effigie dans le cadre d'un « Hommage à la femme » à l'occasion de la Journée internationale des femmes. La dessinatrice du timbre est Huguette Sainson ». Le graveur en est Georges Bétemps. C'était la première fois qu'une (ou un) résistante communiste avait cet honneur en France. Pour sa part la République démocratique allemande (RDA) avait consacré un timbre-poste à son nom dès le 22 mars 1962 dans une émission de cinq timbres en l'honneur des « personnalités célèbres de la lutte internationale contre le fascisme ». 
Danielle Casanova figure sur une pièce de 10 € en argent éditée en 2012 par la Monnaie de Paris pour représenter sa région natale, la Corse.

### Centenaire de sa naissance
Le réalisateur corse Magà Ettori a animé divers débats, conférences et rencontres sur la culture corse, dont deux colloques au Sénat en 2007 : La Corse dans les médias et au cinéma, et en 2009 : Danielle Casanova, à l'occasion du centenaire de la naissance de la résistante. Dans ce cadre, il a rédigé, à la demande du ministère de la Culture et de la Communication, la biographie de Danielle Casanova, publiée par les Archives nationales dans la brochure des célébrations nationales 2009. Magà Ettori est également l'auteur de Maquisarde, un hommage à Danielle Casanova. Ce chant a été interprété par Yves Duteil au Sénat et en direct sur les ondes de France Bleu le soir du centenaire.